# Noc na Ukrainie zimą
Noc na Ukrainie zimą (również Noc na Ukrainie) – obraz olejny (nokturn) autorstwa polskiego malarza Józefa Chełmońskiego, ukończony w 1877 roku. Znajduje się w zbiorach Muzeum Narodowego w Warszawie.

## Historia
Józef Chełmoński namalował obraz Noc na Ukrainie zimą w 1877 podczas pobytu w Paryżu. Opisał, że namalował go ze swoich wspomnień z podróży na Ukrainę w 1874 roku. Dzieło zostało zakupione przez Muzeum Sztuk Pięknych w Warszawie (od 1916 roku Muzeum Narodowe w Warszawie) z siedzibą przy Alejach Jerozolimskich 3 i umieszczony został w kolekcji muzealnej „Zbiory Malarstwa Polskiego do 1914 roku”.
Między 21 listopada 1987 a 19 czerwca 1988 obraz był prezentowany na wystawie w Muzeum Narodowym w Poznaniu przy alei Karola Marcinkowskiego. W 2009 roku czasowo usunięto go z Muzeum Narodowego w Warszawie i przetransportowano do reprezentacyjnej willi w Codroipo we Włoszech, znanej z organizacji licznych wystaw sztuki. Tam obraz Noc na Ukrainie zimą został zaprezentowany na specjalnej ekspozycji „L’età di Courbet e Monet. La diffusione del realismo e dell’impressionismo nell’Europa centrale e orientale”. Po zakończeniu wystawy, w marcu 2010 roku, powrócił do Polski. Jeszcze w tym samym roku obraz ponownie przewieziono do Muzeum Narodowego w Poznaniu, gdzie był częścią wystawy „Dzieje pracowni. Józef Chełmoński, Adam Chmielowski, Stanisław Witkiewicz, Antoni Piotrowski w pracowni w Hotelu Europejskim w Warszawie”. W 2012 roku został przeniesiony na dwa lata do Pałacu w Radziejowicach, gdzie włączono go do ekspozycji poświęconej twórczości Józefa Chełmońskiego. W latach 2023–2024 obraz był prezentowany na wystawie „Rok Polski – przyroda, kultura, praca, święta i obyczaje” w Muzeum im. Jacka Malczewskiego w Radomiu. 26 września 2024 roku trafił do specjalnie przygotowanej sali w Muzeum Narodowym w Warszawie na potrzeby wystawy poświęconej twórczości Chełmońskiego, trwającej do 26 stycznia 2025 roku. Po jej zakończeniu obraz powróci na swoje stałe miejsce w muzeum.

## Opis
Obraz Noc na Ukrainie zimą przedstawia dużą przestrzeń pokrytej śniegiem, skąpanej w białym blasku księżyca. Na pierwszym planie widoczne są łukowate koleiny pozostawione przez sanie. Po lewej stronie znajduje się długi, parterowy budynek (dwór lub czworak) z trzema pomarańczowo rozświetlonymi oknami. Obok niego znajdują się ciemne sylwetki ludzi, koni, sań i psów. Niebo jest koloru granatowego i jest rozświetlone gwiazdami.
Obraz jest przedstawicielem sztuki realizmu oraz nokturnu. Płótno ma 68 cm wysokości i 127 cm szerokości, natomiast z masywną ramą ma wysokość 84 cm, szerokość 143 cm oraz grubość płótna wynoszącą 7,5 cm. W prawym dolnym rogu płótna znajduje się sygnatura: „Józef Chełmoński Paris 1877”.